# 托米·安热雷
讓-托马·「托米」·安热雷（法語：Jean-Thomas "Tomi" Ungerer，1931年11月28日—2019年2月9日），出生于法国斯特拉斯堡，为通晓英文、德文、法文三种文字的插画家、作家，他发表了140本图书，以尖锐的社会讽刺和幽默诙谐的语言而著称。

## 生平
1931年，安热雷出生在斯特拉斯堡，是艺术家、工程师和天文钟制造者西奥多·安热雷夫妇的第四个孩子。 1936年，父亲逝世，全家搬迁到了科尔马。二戰期間安热雷家居住的阿爾薩斯由纳粹德国占领數年。
年轻时，安热雷在《纽约客》杂志中寻找到了艺术灵感，尤其是索尔·斯坦伯格给他的印象最深。
1956年，安热雷搬迁到美国居住。1957年，他发表了《梅隆斯去飞翔》，同时，他还在《纽约时报》、《时尚先生》、《时尚芭莎》等杂志发表文章。
1966年，安热雷发表了《月亮先生》，莫里斯·桑达克称之为“近年来最好的图书”。
20世纪60年代末期，安热雷带着妻子搬迁到了加拿大新斯科舍省的郊外，主要创作加拿大的风景画和散文。
1976年，安热雷带着妻子和3个孩子搬迁到了爱尔兰的农场里生活，他在农场务农为生。
1998年，安热雷获得国际安徒生文学奖。
2003年，安热雷在老家斯特拉斯堡为犹太学生建立了一个“欧洲协会”。同时，他被任命为欧洲委员会47个国家的儿童教育大使。
2007年，安热雷的家乡专门为他建立了博物馆“托米·安热雷中心”。

## 风格
安热雷形容自己是一个故事讲述者和讽刺作家，他的作品中包括政治讽刺、反对越南战争、反对虐待动物、色情和儿童教育。

## 作品
- 《梅隆斯去飞翔》（The Mellops Go Flying，1957）
- 《克里克塔》（Crictor，1958，又譯《世界上最棒的蛇》）
- 《三个强盗》（The Three Robbers，1961）
- 《季拉妲的巨妖》（Zeralda's Ogre，1967）
- 《月亮先生》（Moon Man，1966）
- 《魔法一点灵》（The Sorcerer's Apprentice ，1969）
- 《帽子》（The Hat，1970）
- 《辛爷爷的怪兽》（The Beast of Monsieur Racine，1971）
- 《不要妈妈的吻》（No Kiss for Mother，1973）